# Lijst van rijksmonumenten in Witmarsum
De plaats Witmarsum (Wytmarsum) telt 8 inschrijvingen in het rijksmonumentenregister. Hieronder een overzicht. 
| Object                                                 | Oorspronkelijke functie?  | Bouwjaar                                              | Architect | Locatie               | Coördinaten?                 | Nr.?   | Afbeelding                                                           |
| ------------------------------------------------------ | ------------------------- | ----------------------------------------------------- | --------- | --------------------- | ---------------------------- | ------ | -------------------------------------------------------------------- |
| De Gekroonde Roskam                                    | Woonhuis                  | 1864                                                  |           | Kaatsplein 3          | 53° 6' 7" NB, 5° 27' 59" OL  | 39433  | Meer afbeeldingen                                                    |
| Pand onder zadeldak tegen klokgevel                    | Woonhuis                  | 1739                                                  |           | Kaatsplein 5          | 53° 6' 7" NB, 5° 27' 59" OL  | 39434  | Meer afbeeldingen                                                    |
| Koepelkerk. Hervormde kerk                             | Kerk en kerkonderdeel     | 1633 1819 (vervanging toren door sluiting, dakruiter) |           | Kerkplein 2           | 53° 6' 9" NB, 5° 27' 59" OL  | 39435  | Meer afbeeldingen                                                    |
| De Onderneming                                         | Industrie- en poldermolen | 1850 1970-'71 (rest.) 1982 (herb. molenaarswoning)    |           | Molenweg 43           | 53° 5' 57" NB, 5° 28' 8" OL  | 39437  | Meer afbeeldingen                                                    |
| Pankoekstermolen                                       | Industrie- en poldermolen | 1900 1976 (rest.)                                     |           | bij Rijpenderlaan 6   | 53° 6' 6" NB, 5° 30' 43" OL  | 39438  | Meer afbeeldingen                                                    |
| Gedenknaald voor Menno Simonsz                         | Gedenkteken               | 1879                                                  |           | It Fliet 1            | 53° 5' 57" NB, 5° 28' 55" OL | 513538 | Meer afbeeldingen                                                    |
| Zuivelfabriek "De Goede Verwachting", fabrieksgebouw   | Industrie                 | 1896 ca. 1915-1920 (uitbr.)                           |           | bij Pingjumerstraat 2 | 53° 6' 10" NB, 5° 28' 2" OL  | 516521 | Zuivelfabriek 1 Zuivelfabriek "De Goede Verwachting", fabrieksgebouw |
| Zuivelfabriek "De Goede Verwachting", directeurswoning | Dienstwoning              | 1897 ca. 1915-1920                                    |           | Pingjumerstraat 2     | 53° 6' 10" NB, 5° 28' 2" OL  | 516522 | Upload foto                                                          |